# Willibald Kress
Willibald Kress (13. listopadu 1906 – 27. ledna 1989) byl německý fotbalový brankář a pozdější trenér. Za německou reprezentaci odehrál celkem 16 zápasů. Na Mistrovství světa ve fotbale 1934 odchytal za německou reprezentaci 3 zápasy a získal bronzovou medaili. 